# Pleurotus smithii
Pleurotus smithii är en svampart som beskrevs av Guzmán 1975. Pleurotus smithii ingår i släktet Pleurotus och familjen musslingar.   Inga underarter finns listade i Catalogue of Life.